# Los Aleissans
Les Aleissans (en francès Alixan) és un municipi francès situat al departament de la Droma i a la regió d'Alvèrnia-Roine-Alps. L'any 2007 tenia 2.268 habitants.

## Demografia

### Població
El 2007 la població de fet d'Alixan era de 2.268 persones. Hi havia 831 famílies de les quals 162 eren unipersonals (83 homes vivint sols i 79 dones vivint soles), 232 parelles sense fills, 371 parelles amb fills i 66 famílies monoparentals amb fills.
La població ha evolucionat segons el següent gràfic:
Habitants censats

### Habitatges
El 2007 hi havia 913 habitatges, 833 eren l'habitatge principal de la família, 22 eren segones residències i 59 estaven desocupats. 812 eren cases i 96 eren apartaments. Dels 833 habitatges principals, 653 estaven ocupats pels seus propietaris, 172 estaven llogats i ocupats pels llogaters i 8 estaven cedits a títol gratuït; 7 tenien una cambra, 41 en tenien dues, 102 en tenien tres, 214 en tenien quatre i 469 en tenien cinc o més. 626 habitatges disposaven pel capbaix d'una plaça de pàrquing. A 312 habitatges hi havia un automòbil i a 488 n'hi havia dos o més.

### Piràmide de població
La piràmide de població per edats i sexe el 2009 era:
| Homes | Edats   | Dones |
| ----- | ------- | ----- |
| 0     | 95 o +  | 0     |
| 4     | 90 a 94 | 0     |
| 20    | 85 a 89 | 12    |
| 8     | 80 a 84 | 0     |
| 20    | 75 a 79 | 32    |
| 40    | 70 a 74 | 16    |
| 32    | 65 a 69 | 68    |
| 40    | 60 a 64 | 24    |
| 40    | 55 a 59 | 52    |
| 112   | 50 a 54 | 60    |
| 68    | 45 a 49 | 84    |
| 72    | 40 a 44 | 52    |
| 80    | 35 a 39 | 96    |
| 104   | 30 a 34 | 108   |
| 72    | 25 a 29 | 52    |
| 44    | 20 a 24 | 44    |
| 56    | 15 a 19 | 56    |
| 104   | 10 a 14 | 84    |
| 124   | 5 a 9   | 104   |
| 72    | 0 a 4   | 44    |

## Economia
El 2007 la població en edat de treballar era de 1.501 persones, 1.126 eren actives i 375 eren inactives. De les 1.126 persones actives 1.031 estaven ocupades (565 homes i 466 dones) i 95 estaven aturades (32 homes i 63 dones). De les 375 persones inactives 101 estaven jubilades, 168 estaven estudiant i 106 estaven classificades com a «altres inactius».

### Ingressos
El 2009 a Alixan hi havia 869 unitats fiscals que integraven 2.379,5 persones, la mediana anual d'ingressos fiscals per persona era de 18.641 €.

### Activitats econòmiques
Dels 177 establiments que hi havia el 2007, 2 eren d'empreses alimentàries, 5 d'empreses de fabricació d'altres productes industrials, 37 d'empreses de construcció, 34 d'empreses de comerç i reparació d'automòbils, 8 d'empreses de transport, 12 d'empreses d'hostatgeria i restauració, 7 d'empreses d'informació i comunicació, 9 d'empreses financeres, 11 d'empreses immobiliàries, 26 d'empreses de serveis, 20 d'entitats de l'administració pública i 6 d'empreses classificades com a «altres activitats de serveis».
Dels 52 establiments de servei als particulars que hi havia el 2009, 1 era una oficina de correu, 1 una oficina bancària, 7 tallers de reparació d'automòbils i de material agrícola, 3 establiments de lloguer de cotxes, 1 autoescola, 9 paletes, 4 guixaires pintors, 1 fusteria, 2 lampisteries, 9 electricistes, 1 empresa de construcció, 1 perruqueria, 8 restaurants, 3 agències immobiliàries i 1 saló de bellesa.
Dels 6 establiments comercials que hi havia el 2009, 1 era una botiga de més de 120 m², 2 fleques, 1 una llibreria, 1 una botiga de material esportiu i 1 una floristeria.
L'any 2000 a Alixan hi havia 58 explotacions agrícoles que ocupaven un total de 1.645 hectàrees.

## Equipaments sanitaris i escolars
L'únic equipament sanitari que hi havia el 2009 era una farmàcia.
El 2009 hi havia 1 escola maternal i 1 escola elemental.

## Poblacions més properes
El següent diagrama mostra les poblacions més properes.